# The Suicide Club (film 1909)
The Suicide Club è un cortometraggio muto del 1909 diretto da David W. Griffith.
È la prima trasposizione cinematografica per il ciclo di racconti di Robert Louis Stevenson, pubblicato nel 1878 sul London Magazine. L'American Mutoscope and Biograph Company ne aveva comprato i diritti cinematografici. Griffith ne aveva poi tratto questo cortometraggio che, comunque, ha poco in comune con la storia originale di Stevenson. Dove il Principe Florizel si trovava a confrontarsi con una misteriosa società che agiva attraverso il presidente del Club dei Suicidi.

## Trama
Uno degli aderenti del Club dei Suicidi scopre di dover entrare in possesso di un'eredità. Ma, dovrebbe anche suicidarsi.

## Produzione
Il film fu prodotto dall'American Mutoscope & Biograph.

## Distribuzione
Distribuito dall'American Mutoscope & Biograph, il film uscì nelle sale cinematografiche statunitensi il 3 maggio 1909, programmato in proiezione con un altro cortometraggio split reel, The Eavesdropper.